# Telomian
Der Telomian ist eine nicht von der FCI anerkannte Hunderasse aus Malaysia.

## Herkunft und Geschichtliches
Diese Hunde sind für die Urbevölkerung Haushunde im weiteren Sinne: Sie leben in den Dörfern mit den Menschen und versorgen sich aus Abfällen selber. Dabei halten sie die Dörfer frei von Schlangen und anderen Schädlingen. 1963 kamen die ersten dieser Hunde als Stammeltern einer neu zu schaffenden Rasse in die USA, zuerst unter Laborbedingungen, und etwa ab 1970 auch in der Öffentlichkeit. Es wurde ein Telomian Dog Club gegründet und ein zweites Hundepaar geholt. Auch in Deutschland gibt es eine kleine Zahl von Liebhabern dieser Rasse.

## Beschreibung
Es handelt sich dabei um bis 48 cm große und 13 kg schwere Hunde, die eng mit dem Neuguinea-Dingo und dem Australischen Dingo verwandt sein könnten. Sie werden auch zu den Pariahunden gezählt: Stirnfalten, mandelförmige Augen, quadratische Körperform. In der Regel werden sie ein Mal im Jahr läufig. Die Verständigung ist eher ein Knurren, Heulen und Bellen wie beim Dingo oder Wolf. Sie ist einsilbig und selten. Das Fell ist glatt und kurz, in allen Schattierung von braun bis schwarz, mit weißen Abzeichen, manchmal gestromt oder gesprenkelt. Gut sozialisiert sind sie gute Familienhunde und bewähren sich sogar auf der Rennbahn mit bis zu 56 km/h.